# 酯热裂解反应
酯的热裂是含β氢的酯在高温真空中进行裂解，生成相应羧酸和烯烃的反应。该反应属于Ei消除反应，只适用于对热稳定的化合物。
例子有：
- 以丙烯酸乙酯590°C裂解合成丙烯酸[1]

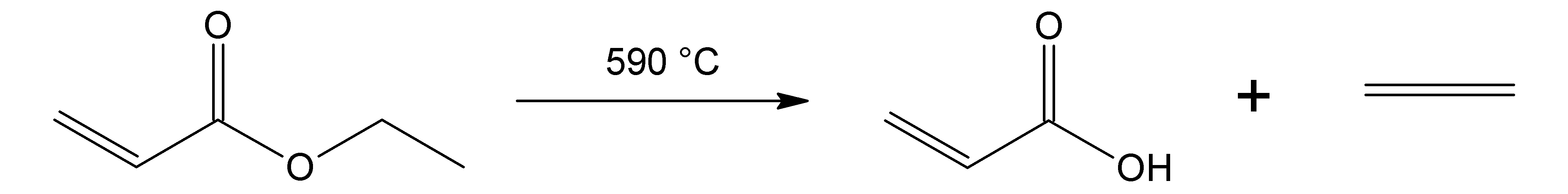
酯热裂的例子：丙烯酸乙酯在590°C分解为丙烯酸和乙烯。

- 以二乙酸戊二醇二酯575°C裂解合成1,4-戊二烯[2]
- 酯700°C热裂合成环丁烯环系[3]

机理为：
如果酯有两种β氢，那么两种消除产物中，酸性大、位阻小的β氢被消除的产物为主要产物。如果β位有两个氢，以E型产物为主要产物。
由于以醇在酸催化下失水成烯的反应会得到碳正离子重排的产物，而酯的热裂不会发生双键的移位，因此常用此反应来制取环外烯烃和末端烯烃。